# Leticia Avilés
Leticia Avilés (ur. w Quito) – ekwadorska arachnolog, stopień doktora biologii otrzymała w roku 1992. 
Jest najstarsza z 5 rodzeństwa. Ukończyła Pontificia Universidad Catolica del Ecuador. Stopień doktora otrzymała na Uniwersytecie Harvarda, gdzie współpracowała z Herbertem W. Levim i Williamem H. Bossertem. W latach 1988–1990 pracowała na Uniwersytecie Kalifornijskim w Berkeley, następnie na Uniwersytecie Arizony, a obecnie jest profesorem na Uniwersytecie Kolumbii Brytyjskiej.
Jej prace od samego początku omawiają zagadnienia związane z pająkami, a w szczególności z pająkami socjalnymi, które są rzadkością w świecie. Jedno z jej większych osiągnięć stanowi odkrycie zachowań społecznych pająków Theridion nigroannulatum, które tworzą największe kolonie pająków na świecie.